# Большезубый миомир
Большезубый миомир (лат. Myomyrus macrodon) — вид пресноводных лучепёрых рыб из семейства мормировых отряда араванообразных. Распространён в водоёмах тропической Африки (бассейн реки Конго на территории Демократической Республики Конго и Замбии).
Длина тела до 24 см. Хвостовой стебель узкий, хвостовой плавник глубоко раздвоен. На языке и парасфеноиде имеются зубы. Спинной плавник тянется примерно от середины спины до хвостового стебля. Рыло притупленное. Имеет крупный мозжечок.
Питается мелкими беспозвоночными, обитающими в иле. Для ориентирования в пространстве, поисков корма и обнаружения хищников использует собственное электрическое поле, которое генерируется мышцами. Международный союз охраны природы присвоил таксону охранный статус «Виды, вызывающие наименьшие опасения» (LC).